# Empheremyia atra
Empheremyia atra är en tvåvingeart som beskrevs av Bischof 1904. Empheremyia atra ingår i släktet Empheremyia och familjen parasitflugor. Inga underarter finns listade i Catalogue of Life.